# Нью-ейдж
Про музичний напрямок див. в статті Нью-ейдж (музика)

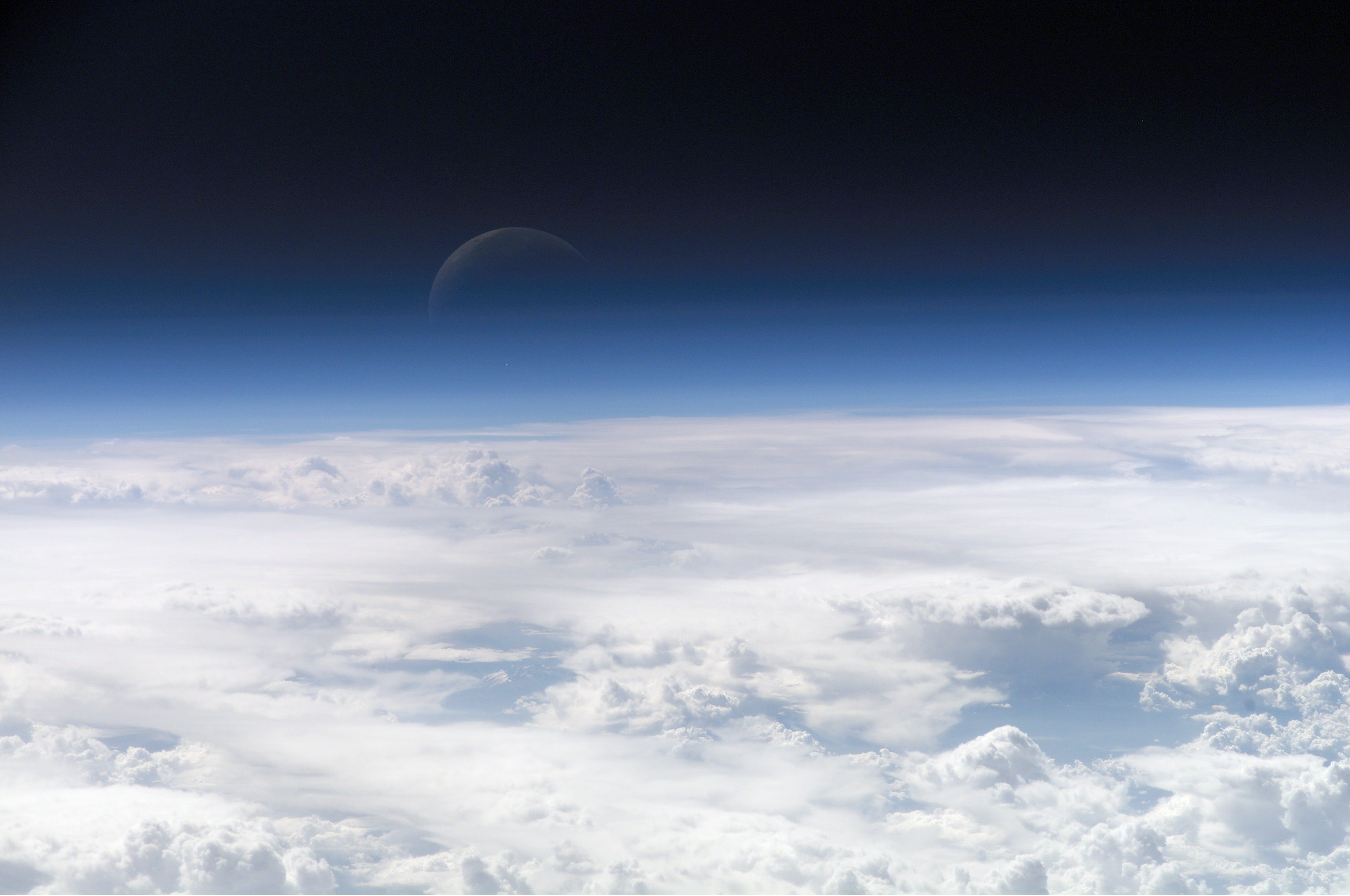
Новий світ в уяві нью-ейдж

Нью-ейдж (англ. New Age, досл. «нова ера») — рух у культурі, релігії, філософії, науці, що виник у XX столітті і охопив переважно західні країни. Цей рух характеризується:
- зростанням значення індивідуального світосприйняття в духовних шуканнях;
- змішанням різнорідних культурних, релігійних і наукових традицій;
- масовістю популяризації знань і технологій, які ще не сформувалися.

## Складові частини нью-ейдж
Нью-ейдж проявляється в різних видах діяльності. Зокрема в:
- модернізації релігій, створенні нових релігій, створенні синкретичних філософських течій;
- медичній і навколомедичній діяльності;
- технологіях оздоровлення, гімнастики, єдиноборств, програм фізичного відновлення організму;
- організації медитацій, тренінгів і програм відновлення душевного здоров'я;
- у художній та популярній літературі, музиці та піснях, образотворчому мистецтві й естетиці, фільмах;
- науковій, навколонауковій і прикладній діяльності.

## Історія нью-ейдж

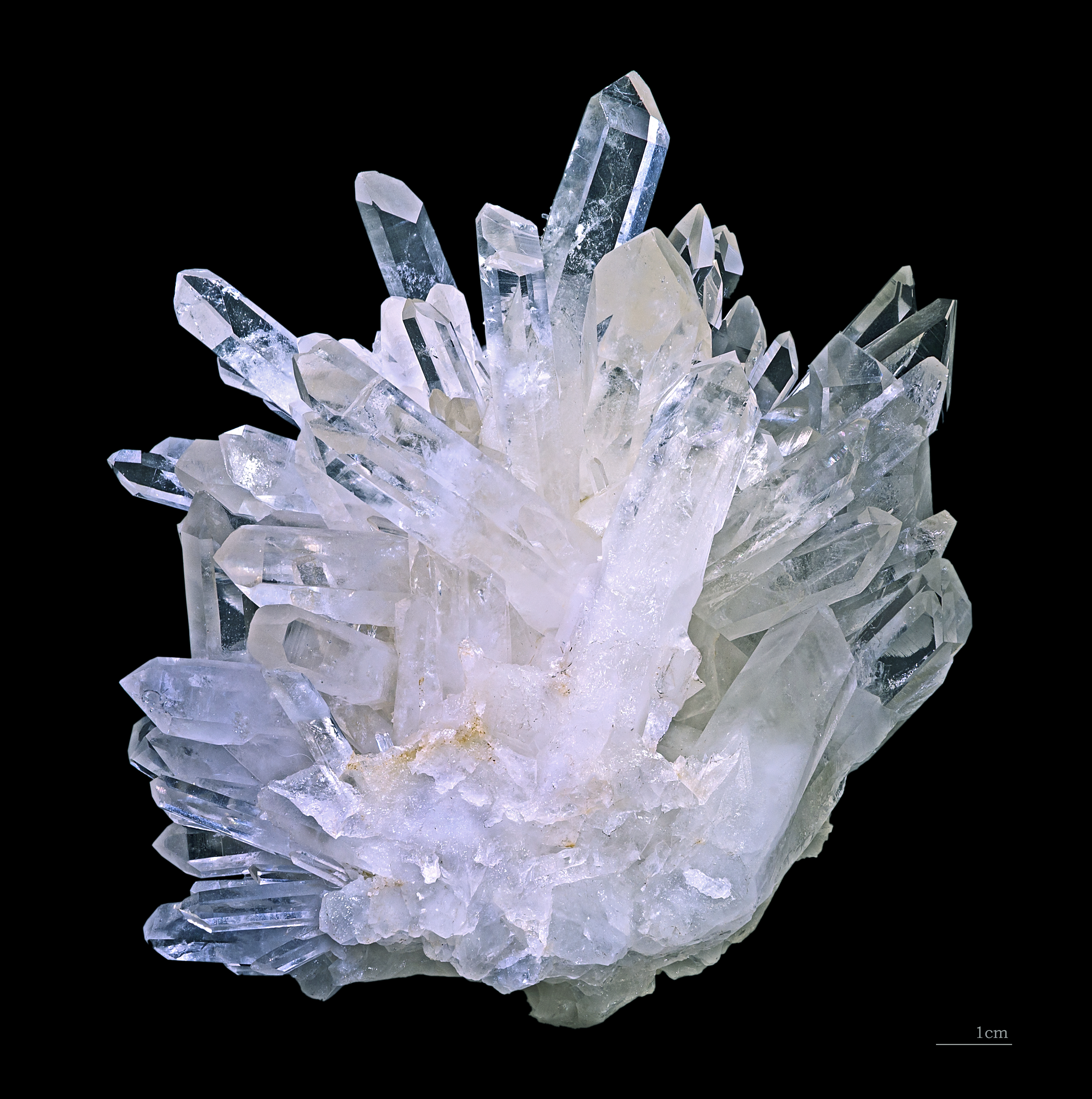
Кристал кварцу. Магічна сила

Хоча поняття «нью-ейдж» з'явилося в американських мас-медіа в 1980-ті роки, за початок нью-ейдж можна прийняти істотно раніший час.
У 1970-ті нью-ейдж уже існував як розвинена субкультура, окремі елементи якої були сформовані ще в 1960-ті. Нью-ейдж не має попередників, тому цей рух так сильно і вирізняється з-поміж інших.

### Передумови виникнення нью-ейдж
Нью-ейдж виник з багатьох причин. Найістотнішими з них є такі:
- Підвищення рівня базисної грамотності, розвиток засобів зв'язку, масової інформації й друкарства;
- Часткове відкриття для західних читачів раніше малодоступних східних вчень;
- Ослаблення тиску християнства й розвиток вільнодумства;
- Розрив між науковим і містичним світоглядом, що виявився особливо гостро в XX столітті.

### Розвиток ранніх ідей нью-ейдж
Після перших перекладів упанішад і відкриття Японії для Заходу інтерес до східної культури різко підвищився. Хоча інформація залишалася ще обмеженою, незвичайність нових знань змушувала до їх осмислення й застосовування. На хвилі інтересу до східних традицій виник ряд серйозних досліджень, крім того, в західних країнах розгорнули активність місіонери й проповідники східних конфесій.
Сам термін New Age впровадила Аліса Бейлі.
Перша міжнародна нью-ейдж-спільнота утворилася в Шотландії в 1962 році під назвою Фонд Фіндгорна (Findhorn Foundation).
У Німеччині набрав сили рух антропософів, у якому значну роль грав Рудольф Штейнер.
У Бразилії під впливом спіритуаліста Алана Кардека виникли афро-бразильські традиції Кандомбле й Умбанда.

### Масовий розвиток нью-ейдж у1980-тіроки
В 1980-ті нью-ейдж захлиснув багато країн, виникло безліч різнорідних плинів і груп, від релігійних і сектантських до спортивних й оздоровчих. Звичайно нью-ейджівські групи прив'язуються до однієї або декількох традицій, які трактуються по-новому й перетворюються в широкодоступну технологію.
Найпопулярніші елементи, з яких складаються течії нью-ейдж:
- гімнастика йоги, цигун або тайцзицюань, а також інші види гімнастики або єдиноборств, побудовані на цій базі або що їх наслідують;
- методи йогівської, китайської або буддистської медитації, динамічна медитація;
- безконтактний масаж, рейкі, різні види цілительства;
- містичні групи, читання мантр, присвяти, духовна ієрархія;
- техніки омолодження та фізичного очищення організму.

Більшість сучасних течій «нової ери» не мають структурної організації і зацікавлені особи кочують від одного «гуру» до іншого, від семінару до семінару. Але окремі можуть утворювати таємні товариства подібно до середньовічних орденів

## Постулати віри нью-ейдж
Хоча погляди різних груп нью-ейдж мають велику розмаїтість, можна виділити чимало найхарактерніших положень, використовуваних найбільш часто:
- Єдність всіх релігій (усі релігії стверджують те саме, багато шляхів ведуть до однієї і тієї ж реалізації). Ця теза нерідко приводить у літературі нью-ейдж до суміші малосумісних вчень.
- Віра в минулі народження й переселення душ у вигляді безпосереднього переходу свідомості від народження до народження.
- Віра в кармічну причинність і взаємозв'язок долі з подіями минулих життів.
- Відчуття єдності всіх живих істот як одного безбережного океану енергії.
- Положення про обмеженість розуму і наявність «вищого я» й «трансперсональної реальності».
- Віра в складну духовну ієрархію й можливість окремо взятих учителів підійматися на вищі щаблі.
- Положення про єдність науки, містики й релігії.
- Віра в глибокий зміст стародавніх містичних обрядів і повага до обрядовості.

У зв'язку з такого роду постулатами, у нью-ейдж формуються свої цінності (зрозуміло, у кожній окремій групі — різні):
- Цінність вищого духовного досягнення (нірвана, самадхі, реалізація, просвітлення).
- Цінність бачення незвичайних явищ (медіуми, ясновидці, контактери, візіонери астральних світів).
- Загальнолюдські цінності (любов, відчуття духовного, емоційного єднання).
- Цінність правильного способу життя (бездоганність, добро, ведення здорового способу життя).
- Цінність свободи волі.

Хоча положення філософії нью-ейдж погано узгодженні один з одним, представники нью-ейдж намагаються їх сполучити, апелюючи до вищого, трансперсонального, незбагненного або таємного. Це надає філософії нью-ейдж більшої стійкості до критики й позитивної спрямованості.

## Нью-ейдж і релігії
Нью-ейдж формує релігійні групи, які по своїй суті не забороняють мати людині будь-які релігійні погляди та водночас бути прихильником Нью-ейдж.
Хоча індуїзм найпривабливіший у літературі нью-ейдж, багато індуїстських громад по суті закриті для європейців, тому що європейці від народження не входять у касти. Тому під індуїзмом нью-ейдж часто маскуються школи йоги, школи медитації, школи окремих активістів-проповідників (таких як Ошо Чандра Мохан Раджніш або Сатья Саі Баба), що розширюють своє вчення або орієнтовані переважно на західних учнів.
Останнім часом з'явилося чимало нових місцевих і міжнародних релігій, що виросли з нью-ейдж, як на Заході, так і на Сході:
- Велику популярність здобуло вчення Карлоса Кастанеди, що є провідником вчень тольтеків. Його школи «тенсегриті» в наш час користуються великою популярністю.
- З'явилася церква саєнтологів Рона Хаббарда, що пропонує багатоступінчасту ієрархію розвитку людини, засновану на дослідженнях, які провів Лафаєт Рональд Габбард. Вчення саєнтологів базується на науці, яка дістала назву Діанетика.
- Варто згадати Ошо, що розробив систему динамічних медитацій.
- Одержали розвиток суфійські школи, що беруть початок від різних майстрів, зокрема від Інаят-Хана.
- Подібна до суфізму система розвитку людини, розроблена Гурджієвим і розвинена Петром Успенським.
- Відкрилося чимало центрів східних єдиноборств і гімнастики, очолюваних китайськими майстрами і їхніми учнями.

Зворотний вплив нью-ейдж на східні країни: нерідко розвивався бурхливий ріст нових релігій і їхній вихід з-під контролю.
- Релігія Каодай виникла у В'єтнамі під впливом популярного французького спіритизму й зросла до багатьох мільйонів прихильників.

## Нью-ейдж і медицина
Див. також: альтернативна медицина.
Під впливом нью-ейдж виникло чимало напрямків цілительства, що використають різні прийоми нетрадиційної медицини — від народних рецептів до комп'ютерної діагностики, різного ступеня ефективності й корисності, як у легальній, так і в нелегальній формі.
Крім традиційних східних шкіл (акупунктура, аюрведа), на Заході з'явилися ще й такі нові течії:
- рейкі, екстрасенсорика й безконтактний масаж;
- шаманські лікувальні ритуали;
- різні психотерапевтичні практики;
- релігійні ритуальні практики.

Нові течії нерідко виступають із критикою традиційної медицини, затверджуючи холістичний підхід до всіх систем людини.
У різних країнах відношення до нетрадиційної медицини різне. Одні методи знаходять офіційне визнання, інші вимагають наявності певних сертифікатів, ще інші — забороняються й переслідуються.
В основі нетрадиційної медицини й оздоровчої практики звичайно лежать:
- постулати про енергії (прана, ці), що живлять органи й життєві сили людини;
- припущення про можливості впливу на енергетичні системи людини за допомогою зосередження думки й волевих практик;
- положення про баланс всіх енергетичних систем людини, запозичені у племен народів Латинської Америки та Китаю (вони ідентичні).

## Нью-ейдж і культура
Після відвідування й проживання в східних країнах деякі творчі люди використали ідеї нью-ейдж для створення нових жанрів мистецтва. У наші дні нью-ейдж також називають популярний на Заході музичний напрямок (див. Нью-ейдж (музика)). Він характеризується виконанням східних мотивів і молитов на безлічі інструментів і часто використовується для медитацій, наприклад, Karunesh, V.Mogilco, Osha, Govi й інших. В останні роки цей напрямок був комерціалізований і використовувався як незвичайна фонова музика в художніх творах.

## Критика нью-ейдж
Нью-ейдж зазнає справедливої критики (а іноді бойкоту) з різних позицій.
Науково-раціональна критика вказує на глибоку суб'єктивність багатьох положень нью-ейдж, неповторюваність і неперевірність. Раціональній критиці піддається медицина й спроби впровадження містичних методів у науку або додавання наукоподібності нью-ейджівським концепціям, зокрема введення понять «біополе», «персональний магнетизм» за аналогією з фізикою.
Представники релігійних традицій піддають нью-ейдж критиці бачачи небажання представників нью-ейдж підкорятися традиції й дисципліні.
Представники культури й філософії критикують нью-ейдж за невідповідність практики Нью-ейдж та «реального» світу.
Незважаючи на справедливість тверджень критиків, у рамках нью-ейдж виникають і серйозні течії, спрямовані на збереження автентичних традицій, системне осмислення й зіставлення різноманітних філософій, практик і способів мислення, вироблення загальногуманної філософії та возз'єднання релігії, філософії й науки, взаєморозуміння між народами. Ідеї нью-ейдж нерідко надихають дослідників на творчу діяльність.
Нерідко під впливом нью-ейдж менш численні традиції сильно деформуються й переорієнтовуються на догоду інтересам масової культури або комерції.
Найяскравіший випадок трапився, коли група американських індіанців висловила різкий протест проти профанації традиції «білими шаманами», які на догоду швидкоплинним комерційним інтересам деформували традиційний уклад суспільства.